# Wolseley (companie)
Wolseley (companie) este unul dintre cei mai mari "jucători" din industria materialelor de construcție. Compania este listată pe London Stock Exchange și face parte din indicele FTSE 100. Astăzi cele mai importante operații desfășurate de Wolseley sunt cele din America de Nord și Europa.